# نيكولاي تيخونوف
نيكولاي ألكساندروفيتش تيخونوف  ( 14 May [بالتقويم القديم: 1 May
] 1905 كان تيخونوف - 1 يونيو 1997) رجل دولة سوفيتي روسي-أوكراني خلال الحرب الباردة. شغل منصب رئيس مجلس الوزراء من عام 1980م إلى عام 1985م، ونائبًا أول لرئيس مجلس الوزراء، أي نائب رئيس الوزراء الأول، من عام 1976م إلى عام 1980م. كان تيخونوف مسؤولاً عن الإدارة الثقافية والاقتصادية للاتحاد السوفيتي خلال فترة الركود المتأخرة. حل نيكولاي ريجكوف محله كرئيس لمجلس الوزراء في عام 1985. في العام نفسه، فقد مقعده في المكتب السياسي ؛ ومع ذلك، احتفظ بمقعده في اللجنة المركزية حتى عام 1989م.
وُلِد في مدينة خاركوف عام ١٩٠٥م لعائلة روسية أوكرانية من الطبقة العاملة ؛ وتخرج في عشرينيات القرن الماضي وبدأ العمل في ثلاثينياته. بدأ تيخونوف مسيرته السياسية في الصناعة المحلية، وشق طريقه صعودًا في التسلسل الهرمي للوزارات الصناعية السوفيتية. عُيّن نائبًا لرئيس لجنة التخطيط الحكومي عام ١٩٦٣م. بعد استقالة أليكسي كوسيجين ، انتُخب تيخونوف لمنصب رئيس مجلس الوزراء. في هذا المنصب، امتنع عن اتخاذ تدابير فعالة لإصلاح الاقتصاد السوفيتي ، وهي حاجة تجلّت بقوة خلال أوائل ومنتصف الثمانينيات. تقاعد عن العمل السياسي النشط عام ١٩٨٩ كمتقاعد. توفي تيخونوف في ١ يونيو ١٩٩٧م.